# Comitato europeo di normazione
Il Comitato europeo di normazione (Comité européen de normalisation in francese, European Committee for Standardization in inglese), meglio noto con l'acronimo CEN, è un ente normativo che ha lo scopo di armonizzare e produrre norme tecniche europee  (ENs, European Norms; singolare = EN, European Norm) in collaborazione con enti normativi nazionali e sovranazionali quali per esempio l'ISO.
Il CEN, fondato nel 1961, lavora in accordo alle politiche dell'Unione europea e dell'EFTA (Associazione europea di libero scambio) per favorire il libero scambio, la sicurezza dei lavoratori e dei consumatori, la protezione dell'ambiente, eccetera. È il comitato europeo responsabile della normalizzazione in tutti i settori eccetto quello elettronico (demandato al CENELEC) e quello delle telecomunicazioni di cui si occupa l'ETSI. Il CEN collabora con l'ISO e la sua attività ha lo scopo di facilitare gli scambi di beni e servizi tra paesi membri, armonizzando le rispettive norme nazionali e cooperando con le organizzazioni europee politiche, economiche e scientifiche interessate alla normalizzazione.
La norma EN 1 del CEN "stufe a olio fluido con bruciatori a vaporizzazione" specifica per il mercato europeo, è stata pubblicata nel 1980.
Gli standard europei prodotti dal CEN sono normalmente armonizzati e adattati dai singoli paesi che li accolgono come per esempio l'UNI in Italia.